# کازمو کریمر
کازمو کریمر که بیشتر با نام خانوادگی اش کریمر شناخته می‌شود، یک شخصیت خیالی در برنامه کمدی موقعیت آمریکایی ساینفلد (۱۹۸۹–۱۹۹۸) با بازی مایکل ریچاردز است. این شخصیت بر اساس کمدین کنی کریمر همسایه سابق لری دیوید است. کریمر همسایه شخصیت نخست ساینفلد جری ساینفلد است و با جورج کوستانزا و الین بنس شخصیت‌های بنیادین دیگر ساینفلد هستند. از میان چهار شخصیت ساینفلد فقط کریمر است که کار ثابتی ندارد و اندکی شغلی که در مدت ۹ فصل ساینفلد دارد چیزی بیشتر از خوشگذرانی نیستند.
شخصیت او یک شخصیت سرکش است. کریمر شخصیت متفاوتی نسبت به سه شخصیت دیگر در ساینفلد دارد. کریمر مدل موی صاف دارد، لباس‌های از مد افتاده می‌پوشد، ایده‌های تجاری و اقتصادی نابهنجار و غیرعادی دارد. الین بنس به کریمر نام «هیپی اسکل» داده است. کریمر خوردن میوه تازه را دوست دارد، او همچنین گاهی پیپ و سیگار برگ نیز می‌کشد. کریمر عادت به ورود بدون اجازه به خانه جری دارد. شخصیت کریمر برای کمدی جسمانی، میل زیادش به نظریه‌های توطئه و داشتن شک زیاد شناخته می‌شود. کریمر دوست شخصیت نیومن است. منتقدان او را آمیزه از دو شخصیت کله پاک کن و هیولا هرمن خوانده‌اند.
کریمر در همه قسمت‌های ساینفلد مگر دو قسمت «رستوران چینی» و «قلم» ایفا نخش می‌کند. در نخستین قسمت ساینفلد کریمر کسلر نام داشت.

## پیوست
1. ↑  "The Glasses". Seinfeld. Season 5. Episode 3.
2. ↑  Aaronovitch, David (September 8, 1996). "Why American sitcoms are the best". The Independent. Retrieved November 10, 2009.
3. ↑  "What Was the Deal with the 'Seinfeld' Pilot? Here Are 10 Things You Probably Didn't Know About It". 5 July 2014.